# Rio Iton
O rio Iton é um rio de França, e o último afluente da margem esquerda do rio Eure, sendo assim sub-afluente do rio Sena. Nasce perto de Moulins-la-Marche, tem comprimento de 132 km (durante 10 km entre Orvaux e Glisolles desaparece e segue um percurso subterrâneo), banha a cidade de Évreux e junta-se ao rio Eure em Acquigny, a sul de Louviers.
O Iton passa pelos seguintes departamentos e localidades:
- Departamento de Orne: Crulai, Chandai
- Departamento de Eure: Bourth, Damville, La Bonneville-sur-Iton, Évreux